# 152-мм мортира образца 1931 года (НМ)

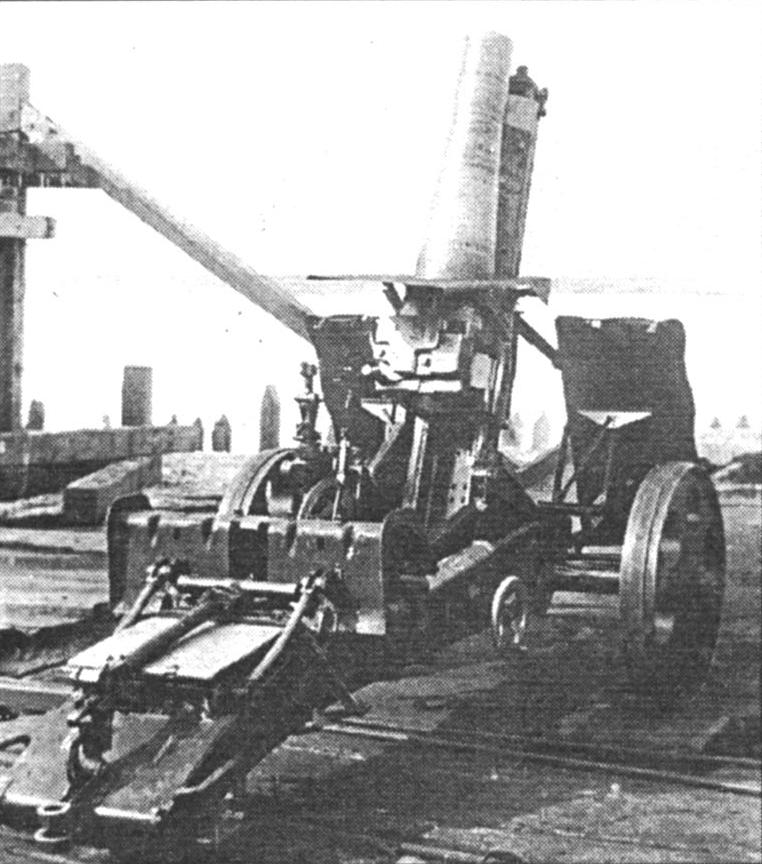
152-мм мортира обр. 1931 г. Вид сзади

152-мм мортира образца 1931 года (НМ, индекс ГАУ — 52-Г-521) — советская мортира периода Второй мировой войны. Это орудие, созданное немецкой фирмой «Рейнметалл» (Rheinmetall), выпускалось небольшой серией в 1930-х годах и приняло участие в Великой Отечественной войне.

## Описание конструкции
Система классифицировалась как мортира, хотя по сути это было универсальное орудие, сочетающее в себе свойства пушки, гаубицы и мортиры. Основным его назначением была стрельба по навесной траектории.
Орудие имело ствол моноблочной конструкции и оснащалось затвором горизонтального клинового типа. Противооткатные устройства состояли из гидравлического компрессора и гидропневматического накатника; оба этих узла размещались рядом в люльке, длина отката постоянная. Уравновешивающий механизм включал две колонки. Ствольная группа орудия монтировалась на однобрусном коробчатом лафете с пружинным подрессориванием колёсного хода и откидным сошником. Колёса металлические двойные со съёмными резиновыми шинами. Для защиты расчёта, орудие имело щит, состоящий из трёх частей — двух боковых и верхней. Заряжание у орудия раздельно-гильзовое.

## История создания
Системой вооружений РККА предусматривалось создание 152-мм дивизионных мортир. Первый проект орудия такого типа был разработан в конструкторском бюро завода «Красный путиловец» в 1930 году. Масса орудия составляла около 1500 кг, и оно имело много общих частей (в частности, затвор) с 152-мм крепостной гаубицей обр. 1909 г. Дальнейшая судьба проекта неизвестна — на текущий момент нет данных о том, был ли изготовлен и испытан опытный образец.
В 1930 году руководство страны, осознавая слабость молодой отечественной артиллерийской конструкторской школы, решило принять на вооружение зарубежные образцы артиллерийских орудий. Исходя из политической обстановки того времени, единственной страной, с которой было возможно сотрудничество такого рода, была Германия. 28 августа 1930 года был заключён договор с фирмой «БЮТАСТ» (подставная контора, представляющая интересы немецкой фирмы «Рейнметалл»), предусматривающий поставку немецкой стороной ряда артиллерийских систем, комплекта рабочей документации к ним, а также помощь в организации серийного производства орудий в СССР. Контракт был выгоден обеим сторонам — СССР получил образцы современных артиллерийских систем, а Германия, скованная рамками Версальского соглашения, могла поддержать собственную конструкторскую школу. В рамках договора предусматривалась поставка немецкой стороной восьми 152-мм мортир и помощь немецкой стороны в организации их серийного производства в СССР. Контракт был исполнен, орудия прибыли в СССР и прошли полигонные испытания в июне 1931 года, а войсковые — в августе 1932 года. Мортира была принята на вооружение под официальным наименованием 152-мм мортира обр. 1931 г. В документах того времени часто использовалось наименование мортиры сокращениями «Н» или «НМ». При подготовке серийного производства, продолжавшегося с 1932 по 1935 год, в исходный проект были внесены некоторые изменения, в частности, на 65 мм был удлинён ствол. Всего на конец 1933 года в конструкцию мортиры было внесено более 700 изменений.
В 1937 году мортира была модернизирована, получив название МЛ-21. Модернизированный вариант был поставлен на заводские испытания 27 марта 1937 года, а в 1938 году система прошла полигонные и войсковые испытания, выявившие ряд мелких конструктивных недостатков. На вооружение МЛ-21 не принималась.
В Германии орудие в незначительно изменённом виде было принято на вооружение как 150-мм тяжёлое пехотное орудие sIG 33, выпускалось большой серией и принимало активное участие во Второй мировой войне.

## Производство
152-мм мортиры обр. 1931 г. изготавливались на заводе № 172 (Пермский завод), в то время называвшийся МЗМ (Мотовилихинский завод машиностроения). Серийное производство шло тяжело, мортиры собирались полукустарным способом, завод постоянно не выполнял план по сдаче орудий. В 1932 году было сдано 5 мортир, в 1933 — 50, в 1934 — 59, в 1935 — 15 мортир, на чём их серийное производство было завершено.

## Модификации
- исходный вариант, поставленный из Германии в количестве 8 шт.
- серийная мортира с удлинённым стволом и рядом иных изменений, выпущено 129 шт.
- модернизированный вариант МЛ-21, изготовлено 3 опытных образца

## Самоходные артиллерийские установки с мортирой «НМ»

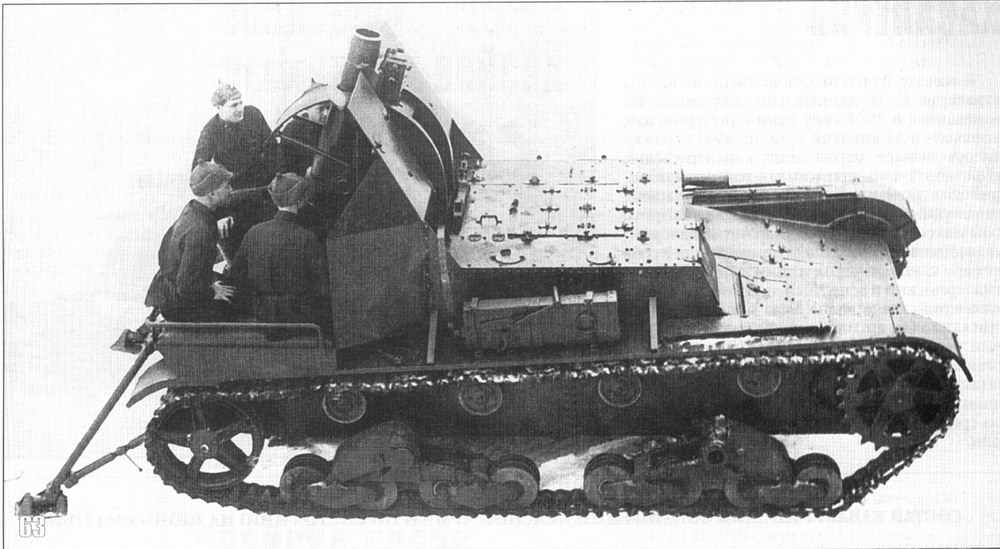
СУ-5-3

Мортира устанавливалась на экспериментальную самоходную артиллерийскую установку СУ-5-3, созданную на базе танка Т-26. САУ успешно прошла заводские испытания в конце 1934 года, причём экспериментальная машина была даже отправлена на традиционный парад на Красной площади. В 1935 году, однако, от её серийного производства было решено отказаться — шасси танка Т-26 оказалось недостаточно прочным для нормальной эксплуатации орудия столь значительного калибра. Судьба опытного образца неизвестна, по некоторым сведениям, он был переделан в САУ СУ-5-2 с 122-мм гаубицей обр. 1910/30 гг.

## Служба и боевое применение
152-мм мортиры обр. 1931 г. использовались в дивизионной артиллерии, в которой с 1935 года по июль 1941 года имелся дивизион 152-мм гаубиц (12 орудий). Постепенно количество орудий в войсках сокращалось — на 1 ноября 1936 года имелось 104 мортиры (в том числе 3 учебных и 1 негодная).
На 1 января 1941 года на балансе ГАУ КА находилось 53 орудия, из которых 2 требовали текущего ремонта и 8 заводского.
К началу войны 36 орудий находились в ЗакВО и 3 в ЛВО.
Приняли участие в Великой Отечественной войне, в 1942 году для них даже были выпущены новые таблицы стрельбы. По причине малочисленности орудий, никаких подробностей их применения обнаружить не удалось, возможно, часть из них в конце 1941 года была передана в учебные заведения.

## Оценка проекта

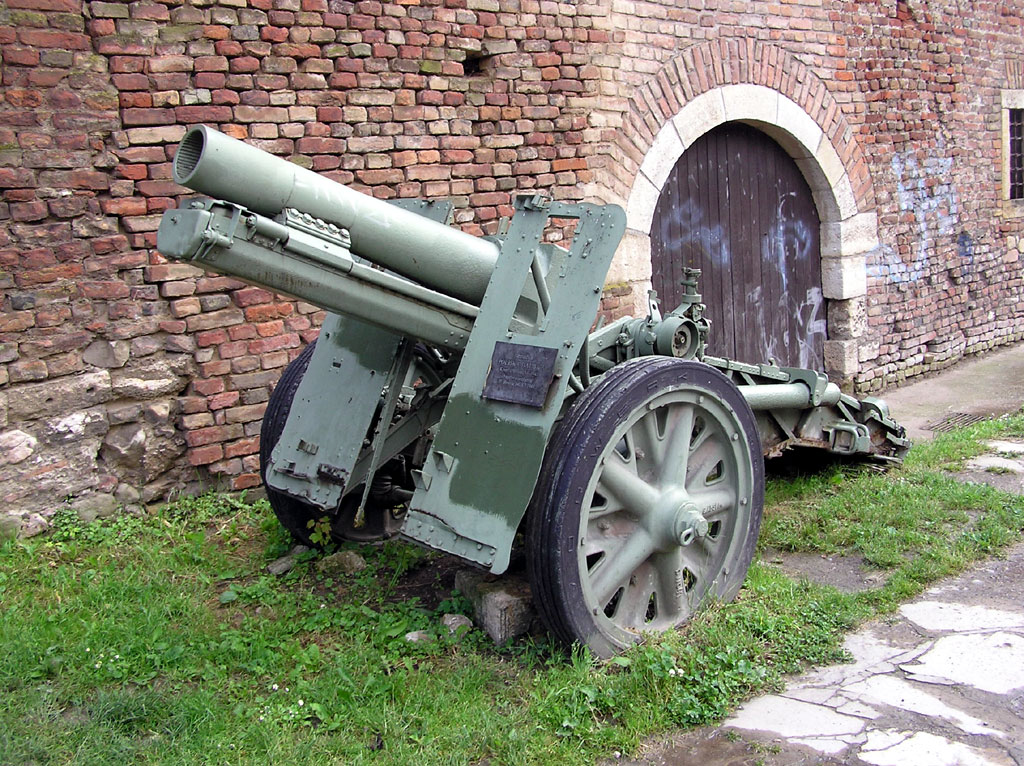
150-мм тяжёлое пехотное орудие sIG 33

152-мм мортира обр. 1931 г. являлась весьма неоднозначным орудием с точки зрения советской концепции использования артиллерии. Главным его плюсом была рекордно низкая для такого калибра масса и большая гибкость в использовании (орудие сочетало в себе свойства пушки, гаубицы и мортиры). Главным недостатком орудия была невысокая дальность стрельбы, явно недостаточная для классического дивизионного орудия (например, 122-мм дивизионная гаубица М-30 имела максимальную дальность стрельбы 11,7 км). Немецкий аналог, тяжёлое пехотное орудие sIG 33, организационно относилось к полковой артиллерии и в этом случае дальность стрельбы была вполне достаточной. Некоторым недостатком была относительно большая масса для использования его в полковой артиллерии, но неплохая моторизация вермахта существенно уменьшала его влияние. Кроме того, немецкое орудие имело значительно больший спектр боеприпасов, включавших в себя кумулятивные, дымовые снаряды и мощную надкалиберную мину. В советских же условиях, главным конкурентом орудию стал 120-мм полковой миномёт, который при чуть большей дальности стрельбы был намного легче, меньше по размерам и существенно дешевле. Бо́льшая разрушительная мощь 152-мм снаряда, лучшая точность мортиры, гибкость в использовании и возможность быстрой смены огневой позиции не были приняты руководством во внимание. Кроме того, необходимо учесть, что в предвоенные годы в советской дивизии имелись классические 152-мм гаубицы, перед которыми НМ имела только одно преимущество — намного меньшую массу, сильно уступая в максимальной дальности стрельбы. По мнению историка А. Б. Широкорада, производство мортиры и принятие на вооружение её модификации МЛ-21 тормозилось т. н. «миномётным лобби» в Главном артиллерийском управлении — группой военных руководителей, выступавших категорически против создания лёгких гаубиц и мортир, полагая, что их функции могут быть выполнены миномётами. По сведениям историка М. Н. Свирина, главной причиной была сложность орудия для отечественных артиллерийских заводов, обладавших в то время довольно скромными возможностями (в частности, очень большие проблемы вызывало освоение в производстве клиновых затворов). В итоге, производство НМ ограничилось небольшой серией и не имело развития. В то же время, опыт войны доказал необходимость наличия в дивизии лёгких артсистем более крупного калибра, чем 122-мм гаубицы, пусть и с меньшей дальностью стрельбы. В июле 1941 года 152-мм гаубицы были исключены из дивизионной артиллерии, таким образом, самыми мощными орудиями в советской дивизии стали 122-мм гаубицы, в то время как немецкие дивизии имели 150-мм пехотные орудия на полковом уровне и 150-мм гаубицы на дивизионном уровне. В 1943 году на вооружение РККА принимается 160-мм дивизионный миномёт МТ-13, по своим характеристикам (масса орудия, дальность стрельбы, вес снаряда (мины), скорострельность) очень близкий к 152-мм мортире обр. 1931 г.

## Боеприпасы и баллистика
Орудие имело 5 зарядов, помещавшихся в специальной гильзе, представлявшую собой стандартную гильзу от 152-мм гаубиц, обрезанную до длины 125 мм. Осколочно-фугасные снаряды были созданы специально для данного орудия, в качестве фугасного снаряда использовалась старая русская гаубичная граната. Осколочно-фугасный снаряд чертежа 4139 был выпущен небольшой серией и к 1934 году уже не использовался.
| Номенклатура боеприпасов                |            |                 |            |                         |                        |
| Тип                                     | Индекс ГАУ | Вес снаряда, кг | Вес ВВ, кг | Начальная скорость, м/с | Дальность табличная, м |
| Осколочно-фугасные снаряды              |            |                 |            |                         |                        |
| Осколочно-фугасная граната              | черт. 4139 | 38,33           | 7,612      | ?                       | ?                      |
| Осколочно-фугасная граната чертежа 3905 | 53-ОФ-521  | 38,21           | 7,69       | 250                     | 5285                   |
| Старая фугасная граната                 | 53-Ф-533   | 40,95           | 7,06       | 241                     | 5041                   |
| Химические снаряды                      |            |                 |            |                         |                        |
| Осколочно-химический                    | 53-ОХ-521  | ?               | ?          | ?                       | ?                      |
| Химический                              | 53-Х-521   | ?               | ?          | ?                       | ?                      |